# Cathédrale de Caserte
La cathédrale de Caserte est la cathédrale du diocèse de Caserte. Elle est sise dans le sud de l'Italie à Caserte.